# Estádio dos Pinheirais
O Estádio dos Pinheirais foi um estádio de futebol localizado na cidade de Gramado, no estado do Rio Grande do Sul. Tinha capacidade para 1.500 pessoas e era utilizado pelo Centro Esportivo Gramadense, foi demolido em 2017, dando lugar ao Vita Boulevart, para a construção do novo estádio que será localizado na ERS-235.